# 슬로베니아국제방송

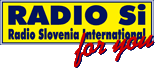

슬로베니아국제방송(Radio Slovenia International 약칭 RSI)은 슬로베니아의 유일한 국제방송이다. FM방송으로 들을 수 있다. 주로 슬로베니아의 정치, 사회, 경제 등의 내용을 방송하고 있다. 슬로베니아어, 영어, 독일어 3개의 언어로 방송한다.

## 방송 언어
- 슬로베니아어
- 영어
- 독일어